# Alfred Wills
Alfred Wills (11 de dezembro de 1828 — 9 de agosto de 1912) foi um juiz e alpinista inglês. Conhecido por sua sentença no processo que condenou a homossexualidade de Oscar Wilde.

## Jurista

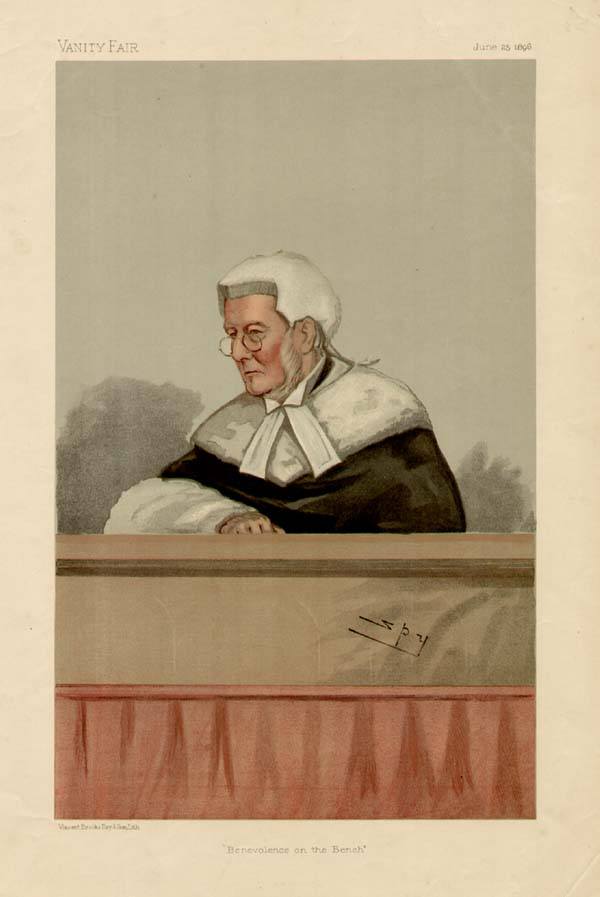
Caricatura de Wills por Leslie Ward para a Vanity Fair, em 1896.

Segundo filho de William Wills e Juiz de paz em Birmingham, estudou na University College London onde obteve o título de  Bachelor of Arts en 1849, e o de Bachelor of Laws em 1851.
Torna-se barrister do Middle Temple em 1851 e foi nomeado Queen's Counsel em 1872.  Juiz de Queen's and King's Bench Division da High Court of Justice, 1884–1905.
Também foi Presidente do Railway and Canal Commission, 1888–1893, e tesoureiro do Middle Temple, 1892-1893.
Durante o período em que foi juiz, Alfred Wills presidiu, entre outros, o famoso julgamento homofóbico no qual o escritor e poeta Oscar Wilde foi acusado de ter "cometido actos de grande indecência com outros pessoas do sexo masculino" com base na "lei da sodomia", sobretudo a partir de sua correspondência com o jovem Alfred Douglas (o processo começou principalmente a partir de denúncias do pai de Douglas). Wills sentenciou Alfred Taylor, um proxeneta, e Wilde a dois anos de prisão com trabalhos forçados. Ficou notável o diálogo entre Wilde e o promotor do caso. Na sentença proferida a 25 de maio de 1895, o juiz Alfred Wills chegou a declarar que aquele foi "o pior caso que já julguei".

## Alpinista
Em 1854 Alfred Wills partiu com os guias de Chamonix Auguste Balmat, Auguste Simond, assim como Ulrich Lauener de Lauterbrunnen e Peter Bohren de Grindelwald que queriam colocar uma pesada placa no alto do Wetterhorn. A meio caminho são apanhados e ultrapassados por dois caçadores de camurças, Christian Almer e Ulrich Kaufman que queriam pôr uma pequeno pinheiro como decoração no cimo. Depois de se terem zangado decidem fazer cordada comum e chagar ao cimo todos juntos.
Em 1858 faz imaa ascensão ao Monte Branco com John Tyndall.
Em Sixt-Fer-à-Cheval na Alta-Saboia, França, há um refúgio de montanha com seu nome, o Refuge Alfred Will - Anterne.

## Biblliografia
- Peter Berg, The first ascent of the Wetterhorn from Grindelwald, Alpine Journal 1996, p. 356